# Veliki komet iz leta 1665
Véliki komet iz leta 1665 (oznaka C/1665 F1) je komet, ki so ga opazili  6. aprila v letu 1665 .
Opazovali so ga lahko 14 dni. Zadnji dan opazovanja je bil 20. aprila 1665.
Njegova tirnica je bila parabolična, njen naklon pa 103,89°. Prisončje se je nahajalo na oddaljenosti 0,11 a.e. od Sonca.  Skozi prisončje se je gibal 24. aprila 1665 .